# Болквадзе, Малхаз
Малхаз Болквадзе (род. 1959) — советский футболист, полузащитник и нападающий.

## Биография
Малхаз Болквадзе родился в 1959 году.
Играл в футбол на позициях полузащитника и нападающего. В 1978—1979 годах входил в заявку тбилисского «Динамо», однако провёл за главную команду только один матч в чемпионате СССР в сезоне-79. За дубль «Динамо» в 1978 году провёл 8 матчей, забил 1 гол, в 1979 году на его счету 29 игр и 15 мячей.
6 апреля 1979 года сыграл за сборную Грузинской ССР в товарищеском матче против сборной СССР в Тбилиси (0:3), выйдя в стартовом составе.
В 1980 году выступал в первой лиге за «Гурию» из Ланчхути, провёл 13 матчей, забил 1 гол.
В 1981—1986 годах играл за «Металлург» из Рустави во второй лиге и республиканских соревнованиях. В 1982 году забил в чемпионате Грузинской ССР 23 мяча, в 1983 году — 31, в 1985 году — 10. В сезоне-86 провёл 23 матча во второй лиге, забил 5 голов.